# Abdelbaset al-Megrahi
 Abdelbaset Ali Mohamed al-Megrahi (en arabe : عبد الباسط محمد علي المقرحي), né le 1er avril 1952 à Tripoli et mort le 20 mai 2012 dans la même ville, est un agent de renseignement libyen, chef de la sécurité de la compagnie aérienne nationale Libyan Arab Airlines et directeur du Centre des études stratégiques de Tripoli.

## Attentat de Lockerbie
Le 31 janvier 2001, il est condamné par des juges écossais siégeant dans une cour spéciale aux Pays-Bas (au camp Zeist près d'Utrecht) pour sa participation dans l'attentat contre le vol Pan Am 103 qui avait causé la mort de 270 personnes, et qui s'était écrasé sur la ville de Lockerbie en Écosse le 21 décembre 1988. Megrahi a été condamné à la prison à vie dans la prison de Greenock, près de Glasgow. Il a toujours clamé son innocence et a fait appel du jugement. Son coaccusé, Al Amin Khalifa Fhimah a été acquitté. Le gouvernement de la Jamahiriya arabe libyenne aurait payé pour des preuves médicales et aurait demandé aux experts d'attester que Megrahi n'avait plus que trois mois à vivre. Sa libération a eu lieu après huit ans et demi de prison, le 20 août 2009.

### Historique
En novembre 1991, Megrahi et Fhimah étaient inculpés par le procureur général des États-Unis et le Lord Avocat écossais pour l'attentat de Lockerbie. La Libye refusa l'extradition des deux coaccusés, mais les maintient dans une maison d'arrêt à Tripoli.
Sept ans après l'attaque de 1988, en tant que fugitif de la justice des États-Unis, le 23 mars 1995, Fhimah et lui figuraient dans la liste des dix fugitifs les plus recherchés du FBI, avec une récompense de 4 millions de dollars pour leur capture offerte par les syndicats de pilotes de lignes et de transport aérien et le département d'État des États-Unis et 50 000 dollars offerts par le FBI, pour des informations conduisant à leur arrestation. Des négociations avec le Colonel Mouammar Kadhafi et l'imposition des sanctions économiques par les Nations unies contre la Libye mena les deux accusés à un procès dans un pays neutre. En conséquence, onze ans après l'attentat, Megrahi et Fhimah furent extradés de Libye et incarcérés au camp Zeist le 5 avril 1999.

### Condamnation
L'appel de Megrahi contre sa condamnation au procès de janvier 2001 a été rejeté le 14 mars 2002 par cinq juges écossais à Camp Zeist, Pays-Bas. Selon un rapport de la BBC, le Dr Hans Koechler, l'un des observateurs de l'ONU lors du procès, a exprimé de sérieux doutes quant à l'équité de la procédure et a parlé d'un « spectaculaire déni de justice ». Son co-accusé Lamin Khalifah Fhimah est mis hors de cause et acquitté.
Le 24 novembre 2003, Megrahi a comparu devant la Haute Cour de Glasgow, trois juges l'ont condamné à purger au moins 27 ans de prison avant qu'une libération conditionnelle ne puisse être évoquée. Cette audience est le résultat de l'incorporation dans le droit écossais, de la Convention européenne des droits de l'homme en 2001. Le 31 mai 2004, il a obtenu l'autorisation de faire appel de sa peine de 27 ans.

### Révision
Le 23 septembre 2003, les avocats de Megrahi ont fait appel de la décision auprès de la Scottish Criminal Cases Review Commission (SCCRC) pour la révision du jugement (à la fois de la sentence et de la culpabilité), arguant qu'il y avait eu un déni de justice. La plupart des commentateurs prédirent que le SCCRC transférera le cas Megrahi auprès de la High Court of Justiciary pour un fresh appeal against conviction. En novembre 2006, il a été dit que Megrahi avait annulé sa demande pour un nouvel appel à camp Zeist. Dans une entrevue au journal The Scotsman du 31 janvier 2006, le juge écossais retraité Lord MacLean - un des trois juges qui a condamné Megrahi en 2001 - indiqua croire que le SCCRC renverrait l'affaire pour un prochain appel contre la « culpabilité » : « They can't be working for two years without producing something with which to go to the court. » MacLean ajouta qu'aucun nouvel appel pourrait indiquer que la flexibilité de la loi écossaise, plutôt qu'une faiblesse : « It might even be the strength of the system - it is capable of looking at itself subsequently and determining a ground for appeal. » En janvier 2007, le SCCRC annonça qu'il publierait sa décision sur l'affaire Megrahi à la fin du mois de juin 2007.
Le 9 juin 2007 des rumeurs d'un possible échange de détenus dont ferait partie Megrahi ont été énergiquement démenties par le Premier ministre britannique de l'époque Tony Blair. Le 17 juin 2007 The Observer confirma l'imminence de la décision de la SCCRC et rapporta :
« Abdelbaset al-Megrahi never wavered in his denial of causing the Lockerbie disaster: now Scottish legal experts say they believe him. ».
Le 28 juin 2007 la SCCRC annonça sa décision de renvoyer l'affaire auprès de la Haute Cour. La commission judiciaire écossaise, le 28 juin, l'a donc autorisé à faire appel, pour la deuxième fois. Cette décision aurait pesé dans la négociation de la libération des infirmières bulgares.
Il est libéré le 20 août 2009, officiellement pour des raisons médicales…

### Polémique
La culpabilité de Megrahi est évidente pour certains mais pour d'autres, il serait un bouc émissaire… Ainsi, en août 2005, un ancien haut responsable de la police écossaise ayant participé à l'enquête mais désirant rester anonyme, affirme que la pièce à conviction décisive, un fragment de circuit intégré du détonateur, a été « fabriquée » et « déposée » par des agents de la CIA qui enquêtaient sur la tragédie. Deux ans plus tard, en juillet 2007, un nouveau coup de théâtre vient conforter cette hypothèse quand l'ingénieur suisse en électronique Ulrich Lumpert reconnaît avoir fourni à la police écossaise le fragment de « retardateur », présenté comme trouvé sur les lieux du crash par la justice écossaise. Lumpert, travaillant pour la société fabriquant ce composant a attendu que le délai de prescription soit passé pour minimiser les risques encourus pour faux témoignage.
On apprend également en octobre 2007, que le commerçant maltais Tony Gauci (en), principal témoin à charge, se serait vu offrir une enveloppe de deux millions de dollars, à la demande des inspecteurs chargés de l'enquête, en échange du faux témoignage ayant permis la condamnation à perpétuité d'Abdel Basset al-Megrahi.
Cependant, lors de la révolte libyenne de 2011, le 23 février 2011, dans une interview accordée au quotidien suédois Expressen, l’ex-ministre libyen de la Justice en exil, Mustafa Abdel-Jalil, opposant au régime du colonel Khadafi, affirme : « Kadhafi a donné personnellement ses instructions au Libyen Adbelbaset Ali al-Megrahi ».
Enfin, selon Yves Bonnet, ancien directeur de la DST (contre espionnage français), cet attentat aurait été commis sous l'inspiration et le financement de l'Iran pour discréditer Kadhafi. D'autre part, la télévision publique britannique, Channel 4, a révélé de nouvelles informations allant dans le même sens, le 20 décembre 2013.

## Décès
Megrahi est hospitalisé le 13 avril 2012 et meurt le 20 mai 2012 à la suite de sa maladie.

## Vie privée
Megrahi était marié à Aisha. Il a eu un fils, Khaleb, qui a suivi le procès et une sœur, Ghada. D'après les médias, il serait né à Tripoli et aurait suivi sa formation scolaire aux États-Unis et au Royaume-Uni[réf. nécessaire].

### Vidéo
- Tous les services secrets savent que cet attentat a été commis par Ahmed Jibril sous l'inspiration et le financement de l'Iran, Yves Bonnet (ancien directeur de la DST (contre espionnage français)), 2009